# لوکووو (بویواتس)
لوکووو (به صربی: Lukovo) یک منطقهٔ مسکونی در صربستان است که در Boljevac واقع شده‌است. لوکووو ۷۰۴ نفر جمعیت دارد.